# هانس اشتاینهوف
هانس اشتاینهوف (آلمانی: Hans Steinhoff; ۱۰ مارس ۱۸۸۲ – ۲۰ آوریل ۱۹۴۵) یک کارگردان فیلم اهل آلمان بود.
- کارگردان آلمانی اشتاینهوف بسیاری از فیلم‌های تبلیغاتی نازی‌ها را از اوایل دهه 1930 تا زمان مرگش در یک سانحه هوایی در سال 1945 ساخت. فعالیت حرفه‌ای او به عنوان بازیگر روی صحنه تئاتر در سال 1903 آغاز شد. او بعداً به کارگردانی صحنه در برلین و وین روی آورد و در سال 1921 وارد سینما شد. با سقوط رایش سوم، نه تنها کار او به پایان رسید، بلکه اشتاینهوف نیز جان خود را از دست داد. در جریان فیلمبرداری "Shiva und die Galgenblume" در پراگ، او با هواپیما به برلین و بعداً به مادرید فرار کرد. در پرواز به مادرید، هواپیما توسط جنگنده‌ها سرنگون شد و اشتاینهوف و سایر مسافران آن جان باختند[۱]

از فیلم‌هایی که وی کارگردانی کرده‌است می‌توان به روبرت کخ و رامبرانت ، حس وحشت اشاره کرد.